# Naykissia
Naykissia  (ou Naikissia, Naiguissia) est un village de la région de l'Extrême Nord Cameroun, département du Mayo-Danay et arrondissement de Gobo. Il est situé à proximité de la frontière avec le Tchad. 

## Géographie

### Climat
La localité est dotée d'un climat de steppe. Les précipitations y sont peu importantes toute l'année (environ 784 mm par an). La température moyenne est de 27,9 °C. 

### Population
En 1967 le village comptait 387 habitants, des Massa. Il disposait alors d'une école publique à cycle incomplet.
Lors du recensement de 2005 (RGPH3), 1 283 personnes y ont été dénombrées.